# پیلار میرو
پیلار میرو (اسپانیایی: Pilar Miró‎؛ ۲۰ آوریل ۱۹۴۰ – ۱۹ اکتبر ۱۹۹۷) کارگردان و فیلم‌نامه‌نویس اهل اسپانیا بود. او با معرفی کمک‌های دولتی برای فیلمسازان جوان آینده‌دار، زمانی که به عنوان مدیر تلویزیون در وزارت فرهنگ اسپانیا در دولت سوسیالیستی دهه ۱۹۸۰ خدمت می‌کرد، به پرورش صنعت فیلم اسپانیا شهرت دارد.
او از سال ۱۹۸۶ تا ۱۹۸۹ مدیر شبکه تلویزیونی «ت‌ب‌ئه» بود و در دههٔ ۹۰ میلادی، مراسم جشن‌های عروسی دختران خوآن کارلوس اول اسپانیا را کارگردانی کرد.
وی در سال ۱۹۹۶ میلادی برنده جایزه گویای بهترین کارگردانی شد.
از آثار او می‌توان به مار و پله اشاره کرد.